# Final Fantasy VII: Advent Children
Pour plus de détails, voir Fiche technique et Distribution.
 (juin 2025).
Si vous disposez d'ouvrages ou d'articles de référence ou si vous connaissez des sites web de qualité traitant du thème abordé ici, merci de compléter l'article en donnant les références utiles à sa vérifiabilité et en les liant à la section « Notes et références ».
Final Fantasy VII: Advent Children (ファイナルファンタジーVII アドベントチルドレン, Fainaru Fantajī Sebun Adobento Chirudoren) est un film réalisé par Tetsuya Nomura et produit par Square Enix en 2005.
C’est un film en images de synthèse dont l’histoire se déroule deux ans après la fin de l’histoire du jeu de rôle Final Fantasy VII.
On y retrouve les personnages principaux du jeu original, ainsi que des nouveaux, tels que Kadaj ou Denzel.
Advent Children n’a pas été distribué en salle en France : il est sorti directement en DVD et UMD, le 7 juin 2006, puis en Blu-Ray le 10 juin 2009.
Il a néanmoins été projeté au Centre Pompidou le 1er décembre 2005.
Une nouvelle version intitulée « Complete » est sortie le 16 avril 2009 au Japon et contient plus de 30 minutes de film en plus ainsi qu'une démo jouable de plus de 2 h de Final Fantasy XIII sur Blu-ray en zone libre.

## Synopsis
Le scénario se déroule deux ans après la victoire de Cloud et le groupe AVALANCHE sur Sephiroth. Entre-temps, Cloud s’est isolé et se trouve hanté par les démons de son passé.
Depuis sa quasi-destruction par un météore, Midgar n’est plus que l’ombre de ce qu’elle était : une mégapole économique et industrielle, que ses habitants commencent petit à petit à reconstruire. Le météore avait été invoqué par Sephiroth grâce à l'unique materia noire : la materia de destruction. Aerith avait alors sacrifié sa propre vie pour invoquer et utiliser la materia blanche, celle qui était assez puissante pour contrer la materia noire. En vain malheureusement, c'est alors que la Rivière de la Vie elle-même mit fin au carnage.
Cependant, une mystérieuse maladie, le syndrome de la cicatrice étoilée (les géostigmates), les tourmente ; c'est la preuve que Jénova se bat contre la rivière de la vie même après la mort. Cette dernière apporte la mort et encore plus de désespoir dans un monde en proie à la misère, surtout après l’abandon de l’utilisation du Mako. Cloud, devenu livreur, mène une vie calme et vit avec Tifa et des orphelins. Toutefois, atteint par les géostigmates, il s’en éloigne afin que les autres ne s’en aperçoivent pas.
Un jour, il reçoit un appel téléphonique lui offrant un nouveau travail en tant que garde du corps pour un mystérieux homme en fauteuil roulant, qui s’avère être Rufus, président de la Shinra miraculeusement rescapé d’une explosion. Rufus veut se prémunir du gang d’un dénommé Kadaj, à l’origine de la capture et de la torture d’Elena et Tseng, deux membres des Turks, dévoués à la Shinra.
Jeunes et violents, Kadaj et sa bande recherchent leur « Mère » qui s’avère être Jénova et dont ils soupçonnent la Shinra d’en avoir gardé la possession. Ils s’avèrent être des esprits (les « incarnés ») de Sephiroth et ont pour objectif d’effectuer la « Réunion ». Ils considèrent Cloud comme un « grand frère » traître à leur cause ; ainsi, ils s’en prennent aux orphelins malades protégés par ce dernier afin de s'en servir comme boucliers humains et d’attirer Cloud dans un piège. Ils en profitent également pour s’emparer de sa collection de materias. Pris au piège, Cloud s'échappe avec l’aide de Vincent qui intervient au moment opportun.
Afin de se venger des humains, et ne parvenant pas à retrouver Jénova par ses propres moyens, Kadaj invoque le Bahamut dans Midgar et envisage de détruire un monument en souvenir du Météore dans lequel il soupçonne la présence des restes de Jénova. C’est alors que les autres membres de l’équipe ayant vaincu Sephiroth font leur réapparition pour combattre le Bahamut : Barret, Rouge XIII (Nanaki), Yuffie, Cid et Cait Sith. Vincent et Tifa s'illustrent également dans la bataille, et ont le soutien de Reno et Rude.
En réunissant leurs forces, ils parviennent à vaincre le Bahamut, mais Kadaj s’empare de cellules de Jénova, qui étaient effectivement possédées par Rufus Shinra : celui-ci les dissimulait en fait sous son manteau depuis le début.
Cloud engage alors une course-poursuite à moto avec Kadaj, clin d’œil à la course-poursuite de Final Fantasy VII. Il sème ses poursuivants et affronte Kadaj dans l’église où Aeris faisait pousser ses fleurs. Affaibli par les géostigmates, Cloud se retrouve en difficulté mais est sauvé par une intervention d’Aeris, qui s'oppose également à Jénova au sein de la Rivière de la Vie, et le soigne (symboliquement, une source d'eau jaillit hors du sol). Son esprit encourage Cloud, et Kadaj prend la fuite, déstabilisé par cette apparition.
Cloud, renforcé par l’intervention d’Aeris, vainc Kadaj qui effectue alors la Réunion avec Jénova, donnant naissance à un avatar de Sephiroth qui invoque un sabre long de deux mètres pour se battre (la Masamune). Après un combat acharné, Cloud l'emporte en utilisant une Limite. Kadaj meurt, rejoignant Aeris. Juste après, Cloud est mortellement blessé par Yazoo et Loz, mais Aeris et Zack l'expulsent de la Rivière de la Vie pour le ramener dans l'Église des Taudis. Vient ensuite le dernier cadeau d'Aerith aux habitants de Edge, le Grand Évangile et son eau permet de guérir les victimes de la blessure de la Terre causée par Jénova : le fléau Géostigma.

## Histoire du développement
Au départ, Final Fantasy VII Advent Children n’était qu’un simple exercice pour les programmeurs de la branche cinématiques de Square Enix, une démo technique réalisée sur le thème du jeu Final Fantasy VII. Mais lorsque Yoshinori Kitase a réalisé le potentiel d’une telle création, il a fait appel à Tetsuya Nomura pour prendre les choses en main. Ce qui n’était au départ qu’une scène cinématique de 10 à 20 minutes s’est transformé en un film long de 1 heure 40 (désormais plus longue par une adaptation Blu-Ray, Advent Children Complete ajoute plus de 30 minutes à la durée originelle du film, dépassant donc les 2 heures).

## Clins d'œil
On peut remarquer tout au long du film de multiples clins d'œil au jeu éponyme, tels que la sonnerie du téléphone portable de Loz après le combat contre Tifa, qui est en fait la musique de victoire, ainsi que deux références aux Chocobos (la ferme des Chocobos). Lors de son atterrissage en parachute, Yuffie porte sa main à sa bouche, ce qui est un rappel à son mal de l'air.
La première apparition de Sephiroth dans le film fait partie d'un flash-back, dans lequel Sephiroth marchait au milieu des flammes d'un incendie qu'il a lui-même provoqué dans un moment de folie. Cet événement a eu lieu dans le jeu Final Fantasy VII à Nibelheim, village natal du héros Cloud et de son amie Tifa. C'est à cet endroit que Sephiroth découvrit la vérité sur sa naissance et qui le fit basculer du "côté obscur".
Tous les héros (Cloud, Tifa, Cid, Barret, Vincent, Yuffie, Cait Sith) portent un fil de tissu rouge autour du bras, en mémoire d'Aerith. Ceci peut aussi être vu comme un rappel du Ruban, un accessoire récurrent de la série censé protéger de toute altération d'état.
On note également la présence de deux affiches pour la pièce de théâtre Loveless (la première tombe sur la tête de Rude), qui est un élément important dans le jeu vidéo Crisis Core Final Fantasy VII sur PSP.
Lorsque les enfants sont emmenés au repaire du gang de Kadaj, on peut remarquer une peluche mog.
On peut voir une affiche en noir et blanc avec l'ombre de Rouge XIII lors du début de la course poursuite entre Cloud et Kadaj (à 1 h 03 min 57 s). C'était une préaffiche japonaise apparue durant une très courte période dans les rues de Tokyo. Elle annonçait quelque chose en rapport avec Final Fantasy VII, sans pour autant que cela soit précisé sur l'affiche en question (l'ombre de Rouge XIII sur fond blanc sans aucune écriture).

## Publicité
Tous les téléphones portables qui apparaissent dans le film sont des Panasonic P900IV. Grâce à un accord publicitaire avec NTT (le plus grand opérateur téléphonique japonais) les téléphones apparurent dans le film tandis que les protagonistes du film apparurent dans des affiches publicitaires pour le téléphone.[réf. nécessaire]

## Fiche technique
- Genre : Animation
- Durée :100 minutes (126 minutes pour la version complète)
- Année de production : 2005
- Pays : Japon

- Réalisateur : Tetsuya Nomura
- Coréalisateur : Takeshi Nozue
- Producteurs : Yoshinori Kitase, Shinji Hashimoto
- Scénariste : Kazushige Nojima
- Compositeur : Nobuo Uematsu
- Directeur artistique : Yusuke Naora

### Distribution
| Personnages                                                          | Voix japonaises                                               | Voix françaises          |
| -------------------------------------------------------------------- | ------------------------------------------------------------- | ------------------------ |
| Denzel (デンゼル, Denzeru)                                           | Kyosuke Ikeda, Kazumu Izawa (Advent Children Complete)        | Simon Koukissa           |
| Elena (イリーナ, Irīna)                                              | Megumi Toyoguchi                                              | Lucile Boulanger         |
| Aeris Gainsborough (エアリス・ゲインズブール, Earisu Geinzubūru)     | Maaya Sakamoto                                                | Marie-Eugénie Maréchal   |
| Cid Highwind (シド・ハイウィンド, Shido Haiwindo)                    | Kazuhiro Yamaji                                               | Bruno Ouzeau             |
| Kadaj (カダージュ, Kadāju)                                           | Shotarō Morikubo                                              | Paolo Domingo            |
| Yuffie Kisaragi (ユフィ・キサラギ, Yufi Kisaragi)                    | Yumi Kakazu                                                   | Caroline Combes          |
| Tifa Lockheart (ティファ・ロックハート, Tifa Rokkuhāto)              | Ayumi Itō                                                     | Jessica Barrier          |
| Loz (ロッズ, Rozzu)                                                  | Kenji Nomura                                                  | Gilles Morvan            |
| Rouge XIII (レッドXIII, Reddo Sātīn)                                 | Masachika Ichimura                                            | Fabrice Fara             |
| Reno (レノ, Reno)                                                    | Keiji Fujiwara                                                | Jean-Christophe Parquier |
| Rude (ルード, Rūdo)                                                  | Taiten Kusunoki                                               | Bruno Magne              |
| Sephiroth (セフィロス, Sefirosu)                                     | Toshiyuki Morikawa                                            | Bruno Choël              |
| Rufus Shinra (ルーファウス神羅, Rūfausu Shinra)                      | Tōru Ōkawa                                                    | Adrien Antoine           |
| Cait Sith (ケット・シー, Ketto Shī)                                  | Hideo Ishikawa                                                | Emmanuel Garijo          |
| Cloud Strife (クラウド・ストライフ, Kuraudo Sutoraifu)               | Takahiro Sakurai                                              | Tanguy Goasdoué          |
| Reeve Tuesti (リーブ・トゥエスティ, Rību Tuesuti)                    | Banjō Ginga                                                   | Philippe Catoire         |
| Tseng (ツォン, Tson)                                                 | Junichi Suwabe                                                | Stéphane Fourreau        |
| Vincent Valentine (ヴィンセント・ヴァレンタイン, Vinsento Varentain) | Shōgo Suzuki                                                  | Raphaël Cohen            |
| Barret Wallace (バレット・ウォーレス, Baretto Wōresu)                | Masahiro Kobayashi                                            | Michel Vigné             |
| Marlène (マリン, Marin)                                              | Miyu Tsuzurahara, Sumire Morohoshi (Advent Children Complete) | Camille Timmerman        |
| Yazoo (ヤズー, Yazū)                                                 | Yūji Kishi                                                    | Volodia Serre            |
| Zack Fair (ザックス・フェア, Zakkusu Fea)                            | Kenichi Suzumura                                              | Fabrice Josso            |

## Produits dérivés
La nouvelle On the Way to a Smile est écrite par la suite par le scénariste Kazushige Nojima et raconte les événements se déroulant entre le jeu original et le film Advent Children. La nouvelle est composée de trois parties, la première relate l’histoire selon le point de vue de Tifa, la seconde selon celui de Barret et la troisième selon celui d’un jeune garçon nommé Denzel, devenu orphelin après la destruction du Secteur 7 de Midgar par la Shinra. Alors que l’histoire de Denzel est dévoilée par épisodes sur le site officiel japonais du film, l’intégralité de la nouvelle est publiée dans le livre Final Fantasy VII: Advent Children Prologue.
La partie de Denzel a été adaptée sous forme d'OAV sorti avec Advent Children Complete comme Last Order avec Advent Children.
De nombreux accessoires sont produits à l’occasion de la sortie du film (montres, bracelets, bagues, boucles d’oreilles, colliers, porte-clés), ils mettent en vedette une tête de loup symbolisant Cloud dans Advent Children.